# Louis-Mathieu Molé

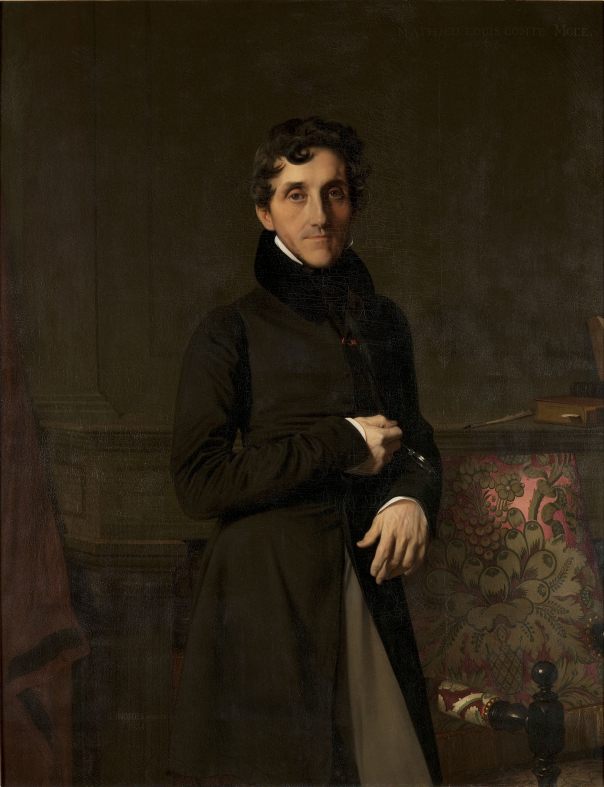
Louis-Mathieu Molé

Louis-Mathieu, comte Molé (* 24. Januar 1781 in Paris; † 23. November 1855 in Épinay-Champlâtreux), war ein französischer Politiker.

## Leben
Molé lebte während der französischen Revolution in der Schweiz und in England, kehrte um 1796 nach Frankreich zurück, und erwarb sich durch sein Buch „Essai de morale et de politique“, worin er die Herrschaft Napoleons I. als eine politische Notwendigkeit darlegte, die Gunst Napoleons, und wurde Maître des requêtes (Requetenmeister), 1807 Präfekt des Départements Côte-d’Or, 1809 wurde er Staatsrat (Conseil d’État), bald darauf Generaldirektor der Brücken und Chausseen, Graf des Kaiserreichs und 1813 Justizminister.
Bei der Abdankung Napoleons legte er seine Ämter nieder und schloss sich später den konstitutionellen Royalisten an. Im August 1815 wurde er zum Pair von Frankreich erhoben. Vom September 1815 bis Dezember 1818 war er im Kabinett Herzog von Richelieu Marineminister. In der Chambre des Pairs (Pairskammer) opponierte er mit Entschiedenheit gegen die ultrareaktionären Maßregeln der Regierung. Nach der Julirevolution erhielt er im ersten Ministerium Ludwig Philipps das Amt des Außenministers, erlangte die Anerkennung der Julimonarchie im Ausland, indem er die Politik der Nichtintervention proklamierte. Nach dem Rücktritt Adolphe Thiers 1836, wurde er mit der Bildung eines neuen konservativen Kabinetts beauftragt, den er als Premierminister übernahm und zudem das Außenministerium.
Da Molés Außenpolitik wegen der Räumung Anconas und Belgiens, in der Adreßdebatte im Januar 1839 die heftigsten Angriffe von allen Parteien erfuhr, wurden die Kammern aufgelöst. Die Wahlen fielen aber so ungünstig aus, dass er 8. März 1839 mit seinen Kollegen seine Entlassung nahm. Seitdem beteiligte er sich auch in der Pairskammer nur noch selten an den politischen Debatten. 1840 wurde er Mitglied der Académie française und nahm dort den Fauteuil 34 ein.
Nach der Februarrevolution 1848 wurde er in die Nationalversammlung gewählt. Am 23. Februar 1848 wurde er für nur einen Tag Premierminister. Nach dem Staatsstreich vom 2. Dezember 1851 durch Charles-Louis-Napoléon Bonaparte trat er ins Privatleben zurück.
Zu seinen nachhaltigsten Leistungen gehört die Gründung der Conférence Molé (später Molé-Tocqueville) 1832, die bald der einflussreichste Debattierklub in Frankreich wurde.
Louis-Mathieu Molé starb am 23. November 1855 im Alter von 74 Jahren auf seinem Schloss Champlâtreux und wurde in der Kirche von Épinay-Champlâtreux beigesetzt.

## Familie
- Sein Vater Édouard François Mathieu Molé, Präsident des Parlement de Paris (oberster Gerichtshof) starb während der Französischen Revolution im Jahr 1794 unter der Guillotine.
- Sein Großvater Mathieu-François Molé (1705–1793) war Parlamentspräsident in Paris.
- Sein Ahn Mathieu Molé (1584–1656), seigneur de Lassy et de Champlâtreux, Erster Präsident des Parlements von Paris, spielte eine bedeutende Rolle in der Fronde, bevor er zum Kanzler von Frankreich und Siegelbewahrer von Frankreich aufstieg.

## Werke
- Essai de morale et de politique (Paris 1806, 2. Auflage 1809)
- Discours politiques et académiques.

## Bildnis
- Mathieu-Louis Malé 1834 Gemälde von Jean-Auguste-Dominique Ingres vom Louvre im Jahre 2009 erworben. Siehe Abbildung oben.